# Simbolo della pace

Il simbolo della pace

Il simbolo della pace (☮) fu creato da Gerald Holtom nel 1958 e raggiunse il successo nel decennio successivo prima a sostegno della Campagna per il disarmo nucleare e successivamente più in generale dell'antimilitarismo. Il simbolo della pace è un cerchio con una linea al centro che lo divide e che a sua volta si ramifica in altre due linee.

## Storia
Il successo del simbolo si deve probabilmente alla sua semplicità e fu interpretato falsamente anche come la rappresentazione stilizzata di un amplesso, aderendo così allo slogan sessantottino «Fate l'amore, non fate la guerra».
Holtom spiegò inizialmente di essersi ispirato all'alfabeto semaforico utilizzato nelle segnalazioni nautiche: il simbolo, secondo la sua versione iniziale, rappresenterebbe le lettere N e D, appunto Nuclear Disarmament.
In seguito, nella lettera scritta a Hugh Brock, redattore di Peace News, spiegò l'origine dell'idea attribuendole un significato più personale e profondo:
(Gerald Holtom)
Un'altra interpretazione è quella che vuole vedere nel simbolo la rappresentazione stilizzata di un B-52, bombardiere simbolo della guerra fredda e quindi ottimo simbolo dell'antimilitarismo negli anni sessanta.

## Carattere Unicode
Nella codifica Unicode il simbolo della pace è U+262E: ☮, e può quindi essere inserito in un testo HTML come entity &#x262E; o &#9774;.